# جنیفر کلاین (بازیکن فوتبال)
جنیفر کلاین (انگلیسی: Jennifer Klein؛ زادهٔ ۱۱ ژانویهٔ ۱۹۹۹) بازیکن فوتبال اهل اتریش است.
از باشگاه‌هایی که در آن بازی کرده‌است می‌توان به باشگاه فوتبال سنت پولتن اشاره کرد.
وی همچنین در تیم‌های ملی فوتبال زنان اتریش بازی کرده‌است.